# Digonogastra secutor
Digonogastra secutor är en stekelart som först beskrevs av Juan Brèthes 1913.  Digonogastra secutor ingår i släktet Digonogastra och familjen bracksteklar. Utöver nominatformen finns också underarten D. s. semiventris.